# ジャンふじたに
ジャンふじたに（1978年3月20日 - ）は、日本のお笑い芸人。本名、藤谷 徹。
広島県広島市出身。

## 来歴
高校生時代は野球部に在籍。NSC大阪校23期生出身。同期生は友近、ムーディ勝山、モンスターエンジン西森洋一、ガリガリガリクソンら。
NSC卒業後は大阪吉本興業に所属、当初芸名は「じゃんぐる亭とおるちゃん」で、『キタイ花ん』などのライブに出演。その後「ジャンみやがわ」に改名。
上京後しばらくはフリーで活動、2007年末頃からワタナベエンターテインメント所属。
M-1グランプリでは、2006年にぴっかり高木とのコンビ『ザ・ニートジェネレーション』で（2回戦まで進出）、2007年は小糸チクワとのコンビ『浅草ストリップ』で（1回戦敗退）、2009年はカズミファイブとのコンビ『南野ファンクラブ』（北野ファンクラブのもじりで、ビートたけしと高田文夫の物真似漫才）でそれぞれ出場。翌2010年のM-1グランプリにも、同じカズミファイブと、よしえつねお、坂本ガソリン、おもしろおの3人を加えた5人組ユニット『コマネチ中学』で出場。R-1ぐらんぷりでは、2009年に3回戦まで進出した。
スギタヒロシ主催のラン☆8プロレスでは「臼鵬」（うすほう）というリングネームで出場している他、白鵬の物真似をする時にも「臼鵬」で出演している。
2012年末に「ジャンみやがわ」から「ジャンふじたに」へ芸名を変更した。
その後、丸昌エンターテインメント所属を経て、北海道札幌市の芸能事務所「ハッピーバレー」などと業務提携などを交わしながら、現在フリーで活動中。

## 芸風
「じゃんぐる亭とおるちゃん」時代は、サングラスに長髪の金髪のかつらに豹柄の衣装などで出演していた。
「ジャンみやがわ」になってからは、主にビートたけしの物真似で活動。この時は金髪の短髪にサングラスという外見で主に出演している。たけしの物真似の時は「小ビートたけし」とも呼ばれている。たけしの物真似以外のネタを披露することもあり、物真似レパートリーは他に白鵬翔、北野大、内田裕也、ISSA（DA PUMP）、テレンス・リー、DJ KOO（TRF）、加藤歩（ザブングル）、清宮幸太郎などがある。

### リトル清宮として
清宮の物真似については、清宮の1年夏の全国高校野球選手権をテレビ観戦し、対東海大甲府戦で清宮がホームランを打った後にツーベースヒットを打ったことでスターになることを確信し、周りから後押しされたこともあって物真似を始め、そして清宮家から“公認”をもらっているとのことで、清宮の母にもあいさつしたことがある。ジャン自身も大の高校野球ファンで、早実の野球の試合はほぼ観戦に行っており、清宮兄弟が在籍していた少年野球チームの臨時コーチも務めている。こういったことから「リトル清宮」とも呼ばれている。
2015年8月18日の公式ブログで「清宮くん ものまね 初めてやってみました」と記している。その後「リトル清宮」として本格的に活動を展開。2015年9月8日の東京スポーツの一面に登場したのをきっかけに、メディアへの露出も徐々に増えるようになる。清宮幸太郎本人が出場する試合には可能な限り足を運んでおり、2017年9月に開催されたWBSC U-18ワールドカップの際もカナダのサンダーベイまで観戦に行き、現地での様子も公式SNSに多数アップされている。野球をする時は、右投げ右打ち。
その芸風は、清宮が打席に入る際のルーティーンワークを細部に渡りコピーしている。また、その動きを活用し、「もしも清宮選手が〜したら」などの持ちネタがある。

## 出演

### テレビ
- 爆笑ピンクカーペット（フジテレビ） - 2007年11月26日（第3回）、キャッチコピーは「この男、芸人につき」
- くちコミ☆ジョニー（日本テレビ）
- ラジかるッ（日本テレビ）
- 草野☆キッド（テレビ朝日）
- あらびき団（TBSテレビ） - 2009年5月13日、山本高広、スタスタローンと一緒に『山本高広軍団』として出演
- 笑っていいとも!（フジテレビ）- 2007年12月5日「ニセメンパラダイス」第一回チャンピオン
- ものまね新人ウォーズ（TBSテレビ）- 2010年10月4日
- 爆笑!ものまねウォーズ（TBSテレビ）- 2011年1月2日
- クイズ☆タレント名鑑（TBSテレビ）－ 2011年6月5日、「臼鵬」として
- ものまねグランプリ（日本テレビ）－ 2011年10月4日初出演
- 日テレ系人気番組が大集合!秋の番組対抗スペシャル（日本テレビ）－ 2011年10月8日
- とんねるずのみなさんのおかげでした・博士と助手〜細かすぎて伝わらないモノマネ選手権〜（フジテレビ）- 2012年12月27日、西田敏行の物真似の山本高広と共演（北野武の物真似で、ジャンふじたにで出演）
- ものまねグランプリ（日本テレビ）ー 2017年
- PON!（日本テレビ）ー 2017年
- ミヤネ屋（日本テレビ）ー 2017年
- UHB みんなのテレビ（UHB北海道文化放送）ー 2017年
- 誰も知らない明石家さんま3（日本テレビ）ー 2017年
- 今日ドキッ！（HBC：北海道放送）ー 2017年
- イチオシ！（HTB：北海道テレビ）ー 2017年
- イチオシ！モーニング（HTB：北海道テレビ）ー 2017年
- Going! Sports＆News（日本テレビ）ー 2018年
- ミヤネ屋（日本テレビ）ー 2018年
- ウチのガヤがすみません！（日本テレビ）ー 2018年
- SASUKE（TBSテレビ）ー 2018年
- 有吉のこの人何でニュースにならないの!?（TBSテレビ）ー 2018年
- Mr.サンデー（フジテレビ）ー 2018年
- 水曜日のダウンタウン（TBS）ー 2018年
- PON!（日本テレビ）ー 2018年
- 今日ドキッ！（HBC：北海道放送）ー 2018年
- 亀梨和也のプロ野球Fun!ミーティング（日本テレビ）ー 2018年

### ラジオ
- ピートム.Comic Jack（ABCラジオ、KBCラジオ）
- ショウアップナイター（ニッポン放送）ー 2018年